# 거창중학교 신원분교
거창중학교 신원분교(居昌中學校 神院分校)는 경상남도 거창군 신원면 과정리에 있는 공립 중학교이다.

## 학교 연혁
- 1965년 12월 28일 : 거창중학교 신원분교 인가(3학급)
- 1966년 4월 12일 : 거창중학교 신원분교 개교
- 1970년 3월 1일 : 신원중학교 독립인가
- 2012년 3월 1일 : 거창중학교 신원분교장으로 개편
- 2015년 3월 1일 : 제26대 고병길 교장 취임
- 2018년 2월 9일 : 제50회 졸업식 4명 졸업(3,674명)
- 2020년 2월 29일: 54년만에 폐교[1]

## 학교 상징
- 교목(校木) - 은행나무
- 교화(敎化) - 목련

## 참고 자료
- 거창중학교 신원분교 - 한국교육학술정보원 학교알리미